# Carlos Alberto Algaba Soler
Carlos Alberto Algaba Soler  (Las Mesas, 18 de julio de 1975). Es un Político español miembro del Partido popular. Es senador por Cuenca desde el 20 de diciembre de 2015 para las XI y XII legislaturas.

## Biografía

### Profesión
Es asesor de empresas y agente.

### Carrera política
Es alcalde de Las Mesas desde 2003. Fue diputado provincial de Cuenca de 2004 a 2015.
El 20 de diciembre de 2015, es electo senador para Cuenca al Senado y reelegido el 26 de junio de 2016.